# Király Sándor (festő)
Király Sándor (Szeged, 1932. május 31. – Budapest, 1998. január 26.) festő, művésztanár.

## Életútja
1957-ben diplomázott a Magyar Iparművészeti Főiskolán, mesterei Miháltz Pál és Z. Gács György voltak. 1967-ben elnyerte a Szép Budapestért érdemérmet, 1980-ban pedig a MM nívódíját. Miután befejezte tanulmányait, a Magyar Iparművészeti Főiskolán kezdett tanítani. Egyidejűleg tudományos kutatói tevékenységet is végzett a színelmélettel kapcsolatosan. Tanulmányutat tett 1962-ben a Szovjetunióban, 1966-ban Olaszországban, 1968-ban Romániában, 1969-ben pedig Franciaországban. Munkássága során kereste a képzőművészet és az építészet új kapcsolatait, rendkívül sokoldalú kísérleteket végzett. Festőként híve volt a kubista-konstruktivista törekvéseknek. Grafikái készítése során több technikát is alkalmazott, gobelinjei és zománcképei sikert arattak. A Visual Art Csoport tagja volt.

## Egyéni kiállításai
- 1962, 1972 - Fényes Adolf Terem, Budapest
- 1968 - Gulácsy Terem, Szeged - Bécs
- 1973 - Csók Galéria, Budapest
- 1975 - Nagymaros

## Köztéri művei
- műmárvány intarzia (1962, Fóti Gyermekváros)
- gobelin (1975, Nagymaros, Házasságkötő Terem)
- secco (1979, Szombathely, Általános Iskola)
- pannó (1981, Budapest, Átrium Hyatt)
- kerámiaburkolat (1983, Budapest, BVSC Sporttelep)
- secco (1989, Csurgó, Általános Iskola).

## Művei közgyűjteményekben
Iparművészeti Múzeum, Budapest - Móra Ferenc Múzeum, Szeged.

## Könyvei
- Általános színtan és látáselmélet (1969)
- Az érzékszervek anatómiája (1985)